# Natalja Wiktorowna Prikastschikowa
Natalja Wiktorowna Prikastschikowa (russisch Наталья Викторовна Приказчикова; * 1968 in Engels, Oblast Saratow) ist eine frühere sowjetische Biathletin.
Natalja Prikastschikowa hatte ihre erfolgreichste Saison im Winter 1988/89. Sie gewann bei den Biathlon-Weltmeisterschaften 1989 in Feistritz an der Drau zwei Titel und insgesamt drei Medaillen. Gemeinsam mit Swetlana Dawydowa, Luisa Tscherepanowa und Jelena Golowina war sie im Mannschaftswettbewerb erfolgreich. Ihre einzige Einzelmedaille gewann sie im Sprint als Dritte hinter Anne Elvebakk und Zwetana Krastewa. Einen Tag später gelang ihr mit der 3 × 7,5-km-Staffel in der Besetzung Prikastschikowa, Dawidowa, Golowina der zweite Titelgewinn. Am Ende der Saison musste sie sich als Zweite der Weltcup-Gesamtwertung nur ihrer Mannschaftskameradin Jelena Golowina geschlagen geben. Prikastschikowa gewann ein Weltcuprennen, wurde dreimal Zweite und zweimal Dritte. Sie erhielt die höchste sowjetische Sportauszeichnung als Verdienter Meister des Sports.